# سهام کارگران
سهام کارگران، سهام یک واحد تولیدی یا کارخانه‌ای است که کارگران و کارمندان آن واحد تولیدی می‌توانند با بهای پایین‌تر آن را خریداری کنند. این فرم از سهیم شدن کارگران در ثروت یک واحدی تولیدی سهامی است. و اگر این واحد تولیدی دولتی باشد نخست در چارچوب خصوصی سازی می‌باید به شرکت سهامی تبدیل شود.

## سهام کارگران در ایران
در چار چوب انقلاب شاه و مردم در دوره نخست شش اصل انقلاب در ۶ بهمن ۱۳۴۱ به تصویب ملت ایران رسید و به تدریج اصل‌های دیگری به اقتضای شرایط اقتصادی و اجتماعی بدان افزوده شد. اصل سیزدهم انقلاب سفید فروش سهام به کارگران واحدهای بزرگ صنعتی، سر آغازی برای مالکیت تدریجی کارگران ایرانی در واحدهای صنعتی و تولیدی شد.
در تابستان ۱۳۵۴ خورشیدی اصل سیزدهم انقلاب شاه و مردم یا گسترش مالکیت واحدهای صنعتی و تولیدی به تصویب رسید. واحدهای صنعتی و تولیدی خصوصی و دولتی که از گشایش آن‌ها پنج سال می‌گذشت می‌باید وضع خود را به شرکت سهامی عام تبدیل کنند و تا برابر با ۴۹٪ از سهام واحدهای خصوصی را نخست به کارگران و کارمندان همان واحد و سپس به دیگر مردم بفروشند. واحدهای صنعتی بخش عمومی نیز متعهد شدند تا ۹۹٪ سهام خود را به فروش بگذارند و بدین ترتیب مالکیت واحدهای تولیدی و صنعتی از راه سهام کارگران بین همگان پخش شود و همه مردم در گسترش اقتصاد ملی شریک شوند.
این اصل پایه‌گذار آن بود که درآمد کشور عادلانه توزیع شود و اتمسفر کار هماهنگ‌تر گردد و پیوند بین کارگر و کارفرما با تفاهم و همکاری بیشتر در آمیزد. از سوی دیگر کارگر نه تنها دیگر خود را عامل تولید ثروت نمی‌بیند بلکه این اصل سبب می‌شود که کارگر، مالک بخشی از واحدهای تولیدی کشور بشود. بدین ترتیب صنایع ایران با به کار گرفتن سرمایه‌ها و پس اندازهای کوچک کارگران خود و سپس دیگر مردم در بالا بردن تولید و مرغوبیت کالا اقتصاد تأثیر به سزا دارد. کارگر با دریافت ۲۰٪ سود کارخانه خود صاحب سهام کارگران کارخانه می‌شود. این اصل راه فئودالیسم صنعتی را می بندد تا کشور دوباره در انحصار گروهی دیگر درنیاید و آن را جانشین فئودالیسم ارضی به نماید. با گشایش کارخانه‌های بزرگ ذوب آهن و ابزار ماشینی و آلومینیوم و تراکتورسازی و مجتمع‌های پترو شیمی نیروی کار در صنعت در کشور بر طبق آمار ۱۳۵۶ خورشیدی از مرز یک میلیون نفر گذشت و تند کردن آهنگ اجرای این اصل بسیار ضروری شد.
تا پایان مهرماه ۱۳۵۷ خورشیدی آمار نشان می‌دهد که برابر با ۹۹٪ سهام دولتی (به جز صنایع مادر همانند ذوب آهن، پترو شیمی و برخی دیگر که در دست دولت خواهد ماند) و ۴۹٪ سهام بخش خصوصی در چارچوب سنجش شورای گسترش در اختیار مردم قرار می‌گیرد.
"در اجرای این اصل تا سال ۱۳۵۵ سد و پنجاه و سه واحد تولیدی کشور در اختیار بیش از ۱۶۳۰۰۰ کارگر و کشاورز قرار گرفته و در سال ۱۳۵۷ آمار نشان می‌دهد که روی هم ۳۲۰ واحد بزرگ تولیدی ۴۹٪ در سد سهام خود را به کارگران و سایر مردم کشور فروخته‌اند. در سیستم کارگری و کارخانه داری ایران در چارچوب این اصل کارگر هم مالک است و هم برای خودش کار می‌کند. وقتی کسی کارگر مالک باشد به بیشتر تضادها و انگیزه‌های سیاسی استعماری پروانه نمی‌دهد که پای بگیرد."
قانون شرایط کار و کارگران دوباره مرور شده‌است که بر اساس آن بیمه‌های کارگری و امور رفاهی و اجتماعی و ورزش و تربیت بدنی کارگران و خانواده آن‌ها بسیار گسترش می یابد. هزاران کودک این خانواده‌ها، در شیر خوارگاه‌ها و مهد کودک جمعیت خیریه فرح پهلوی مواطبت می‌شوند و اندرزگاههای ویژه انجمن ملی حمایت کودکان بدآنها در امور خانواده و بهداشت و آموزش راهنما هستند. تعاونی‌های مصرف مواد غذایی که پنج ماده اصلی یعنی نان و گوشت و قند و برنج و روغن و دیگر کالاهای مورد نیاز را با بهای بسیار کم در دسترس خانواده کارگران می گذارند. تعاونی‌های اعتبار و مسکن نیز وام‌های کم بهره بلند مدت برای خرید خانه می‌پردازد.
در سالهای اخیر بیش از ۲۵۰ باشگاه ورزشی و دو اردوگاه بزرگ تابستانی در کرانه دریای مازندران مورد استفاده ده‌ها هزار کارگر و خانواده‌شان است و مرکزهای ییلاقی دیگر در مناطق خوش آب و هوای ایران از سال ۱۳۵۷ مورد استفاده کارگران قرار می‌گیرند.
در پیشبرد امور کارگر و کارگری در ایران دو اصل چهارم انقلاب شاه و مردم یعنی سهیم کردن کارگران در سود کارگاه‌های صنعتی و تولیدی و اصل سیزدهم گسترش مالکیت واحدهای صنعتی و تولیدی گسترش مالکیت واحدهای صنعتی و تولیدی، اهرم استواری را برای رفاه همه جنبه‌های زندگی کارگران برقرار ساخته‌ است.

## دیگر کشورها
در امریکا سهام کارگران در چارچوب ESOP یا Employee Stock Ownership Program به کارگران فروخته می‌شود. هدف ESOP این است که توزیع عادلانه‌تر ثروت بین مردم به وجود آورد، سهام را در دست بسیاری پخش کنند و پیوند بین کارخانه یا کارفرما را با کارگران بهتر نمایند، و علاقه کارگران را به تولید بیشتر جلب کنند.
چنین برنامه‌ای در بیشتر کشورهای اروپایی وجود دارد از جمله آلمان که پیشرو است.

## قوانین
۱ - قانون گسترش مالکیت واحدهای تولیدی 
۲ - قانون معافیتهای مالیاتی مربوط به اجرای قانون گسترش مالکیت واحدهای تولیدی 